# 金子駅
金子駅（かねこえき）は、埼玉県入間市大字南峯にある、東日本旅客鉄道（JR東日本）八高線の駅である。

## 歴史
- 1931年（昭和6年）12月10日：国鉄八高線八王子 - 東飯能間開通と同時に開業[1][3]。
- 1961年（昭和36年）3月1日：貨物の取扱を廃止[2]。
- 1984年（昭和59年）2月1日：荷物扱い廃止[2]。
- 1987年（昭和62年）4月1日：国鉄分割民営化に伴い、東日本旅客鉄道（JR東日本）の駅となる[2]。
- 1996年（平成8年）3月16日：八王子 - 高麗川間が電化される[4]。
- 2001年（平成13年）11月18日：ICカード「Suica」の利用が可能となる[広報 1]。
- 2014年（平成28年）9月：駅舎改築工事に伴い、仮駅舎での営業を開始[5]。
- 2015年（平成27年）2月8日：新駅舎の供用開始[6]。
- 2017年（平成29年）3月：エレベーター及び、多目的トイレ設置。

## 駅構造
相対式ホーム2面2線を有する地上駅である。駅の東側にのみ出入口があり、下り線ホームへはエレベーター設置の跨線橋を利用する。トイレは改札内の1番線ホームに多目的トイレを含め設置されている。
2015年（平成27年）2月8日に新駅舎の供用が開始された。新駅舎は鉄骨造り平屋建て120.3平方メートルで、駅前広場側の木目調のルーバーに旧駅舎の面影を残し、待合室から桜の木や電車を眺めることのできる、明るく快適な「地域住民に親しまれ、憩いの場となる駅」を設計コンセプトとしている。
拝島営業統括センター（拝島駅）管理で、JR東日本ステーションサービスが業務を行う業務委託駅。駅員配置時間は日中時間帯のみで、それ以外は不在となる。自動券売機と簡易Suica改札機が設置されている。

### のりば
| 番線 | 路線    | 方向 | 行先             | 備考                         |
| ---- | ------- | ---- | ---------------- | ---------------------------- |
| 1    | ■八高線 | 上り | 拝島・八王子方面 |                              |
| 2    | ■八高線 | 下り | 高麗川・高崎方面 | 高崎方面は高麗川駅で乗り換え |
| 2    | ■川越線 | 下り | 川越方面         | 高崎方面は高麗川駅で乗り換え |

（出典：JR東日本:駅構内図）

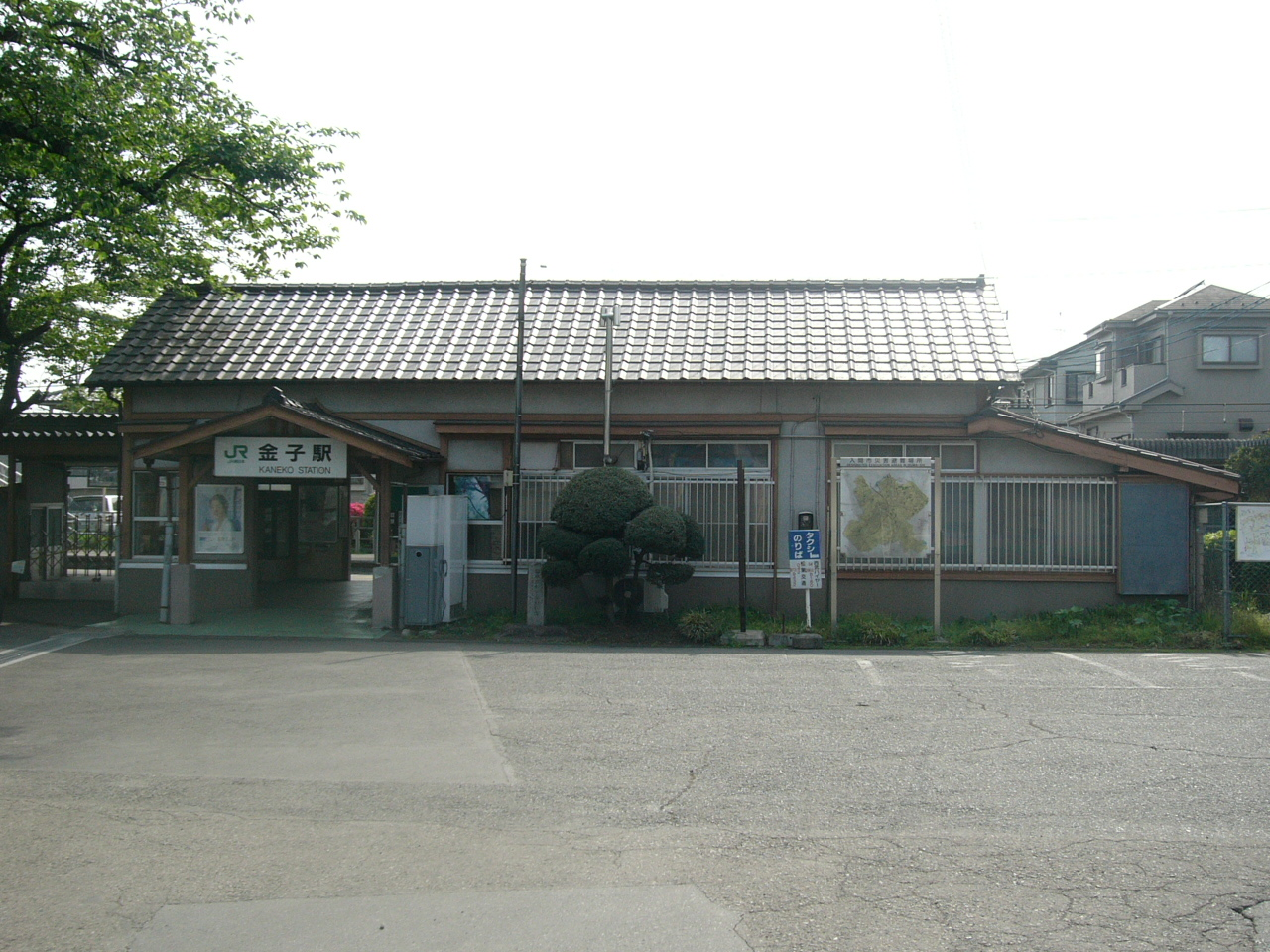
旧駅舎（2006年5月）
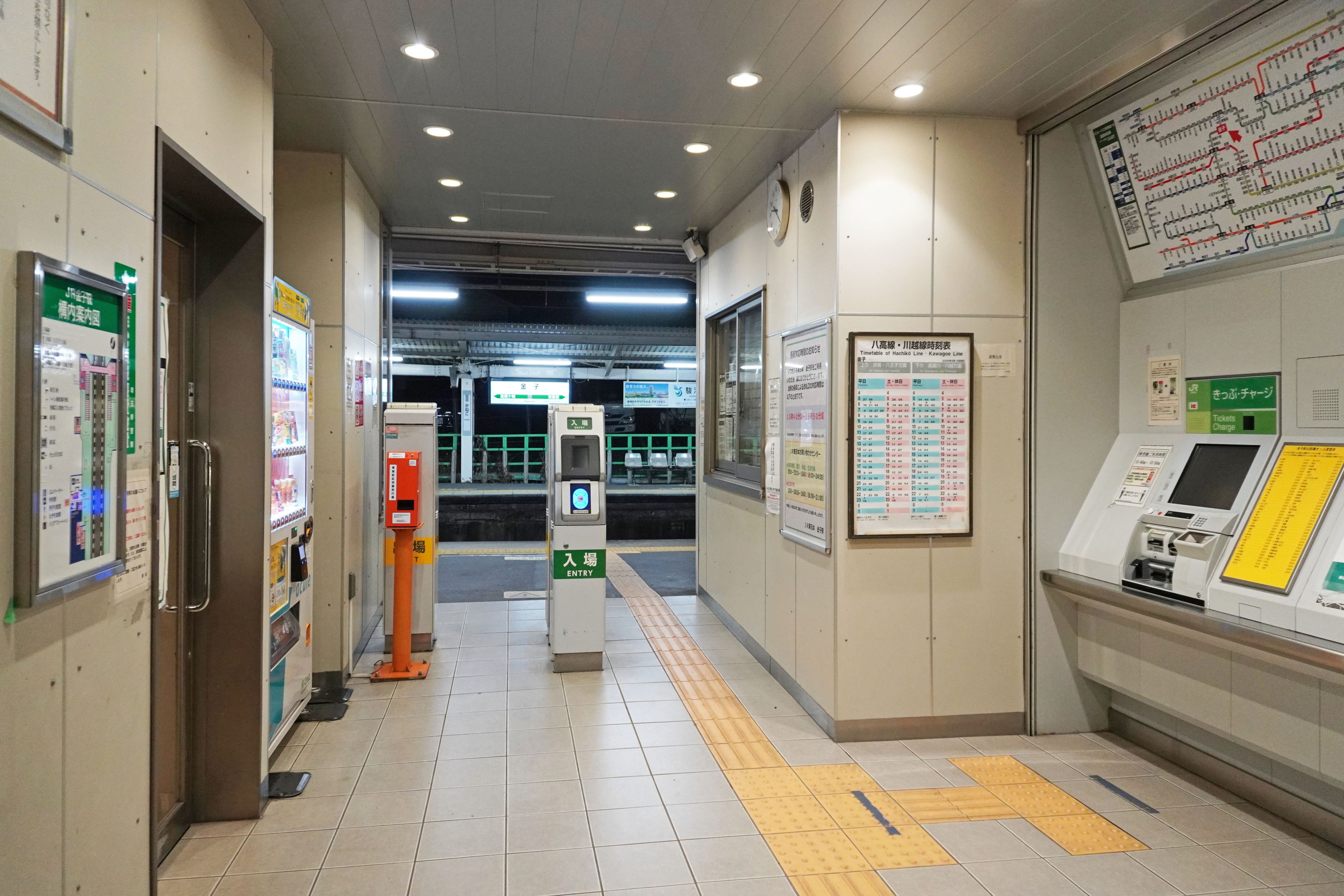
改札口と切符売り場（2023年2月）
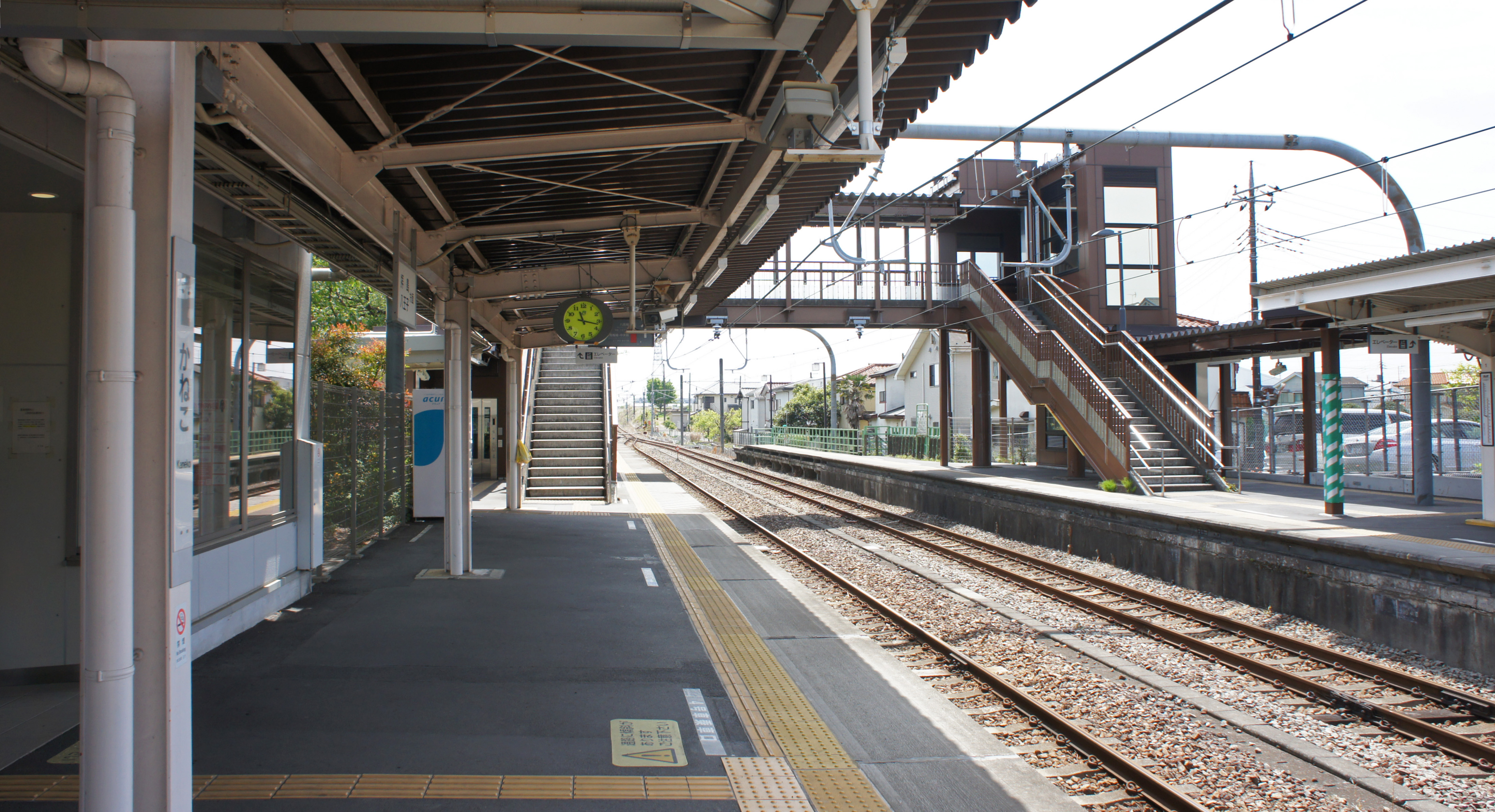
ホーム（2021年4月）

## 利用状況
2023年度（令和5年度）の1日平均乗車人員は1,792人である。
JR東日本および埼玉県統計年鑑によると、1990年（平成2年）度以降の1日平均乗車人員の推移は以下の通り。
| 年度               | 1日平均 乗車人員 | 出典     |
| ------------------ | ---------------- | -------- |
| 1990年（平成02年） | 1,376            |          |
| 1991年（平成03年） | 1,461            |          |
| 1992年（平成04年） | 1,478            |          |
| 1993年（平成05年） | 1,564            |          |
| 1994年（平成06年） | 1,630            |          |
| 1995年（平成07年） | 1,675            |          |
| 1996年（平成08年） | 1,741            |          |
| 1997年（平成09年） | 1,752            |          |
| 1998年（平成10年） | 1,781            |          |
| 1999年（平成11年） | 1,767            | [ * 1 ]  |
| 2000年（平成12年） | 1,819            | [ * 2 ]  |
| 2001年（平成13年） | 1,971            | [ * 3 ]  |
| 2002年（平成14年） | 2,092            | [ * 4 ]  |
| 2003年（平成15年） | 2,195            | [ * 5 ]  |
| 2004年（平成16年） | 2,216            | [ * 6 ]  |
| 2005年（平成17年） | 2,254            | [ * 7 ]  |
| 2006年（平成18年） | 2,237            | [ * 8 ]  |
| 2007年（平成19年） | 2,229            | [ * 9 ]  |
| 2008年（平成20年） | 2,166            | [ * 10 ] |
| 2009年（平成21年） | 2,122            | [ * 11 ] |
| 2010年（平成22年） | 2,121            | [ * 12 ] |
| 2011年（平成23年） | 2,098            | [ * 13 ] |
| 2012年（平成24年） | 2,110            | [ * 14 ] |
| 2013年（平成25年） | 2,097            | [ * 15 ] |
| 2014年（平成26年） | 2,037            | [ * 16 ] |
| 2015年（平成27年） | 2,055            | [ * 17 ] |
| 2016年（平成28年） | 2,023            | [ * 18 ] |
| 2017年（平成29年） | 2,030            | [ * 19 ] |
| 2018年（平成30年） | 2,126            | [ * 20 ] |
| 2019年（令和元年） | 2,029            | [ * 21 ] |
| 2020年（令和02年） | 1,345            |          |
| 2021年（令和03年） | 1,496            |          |
| 2022年（令和04年） | 1,710            |          |
| 2023年（令和05年） | 1,792            |          |

## 駅周辺

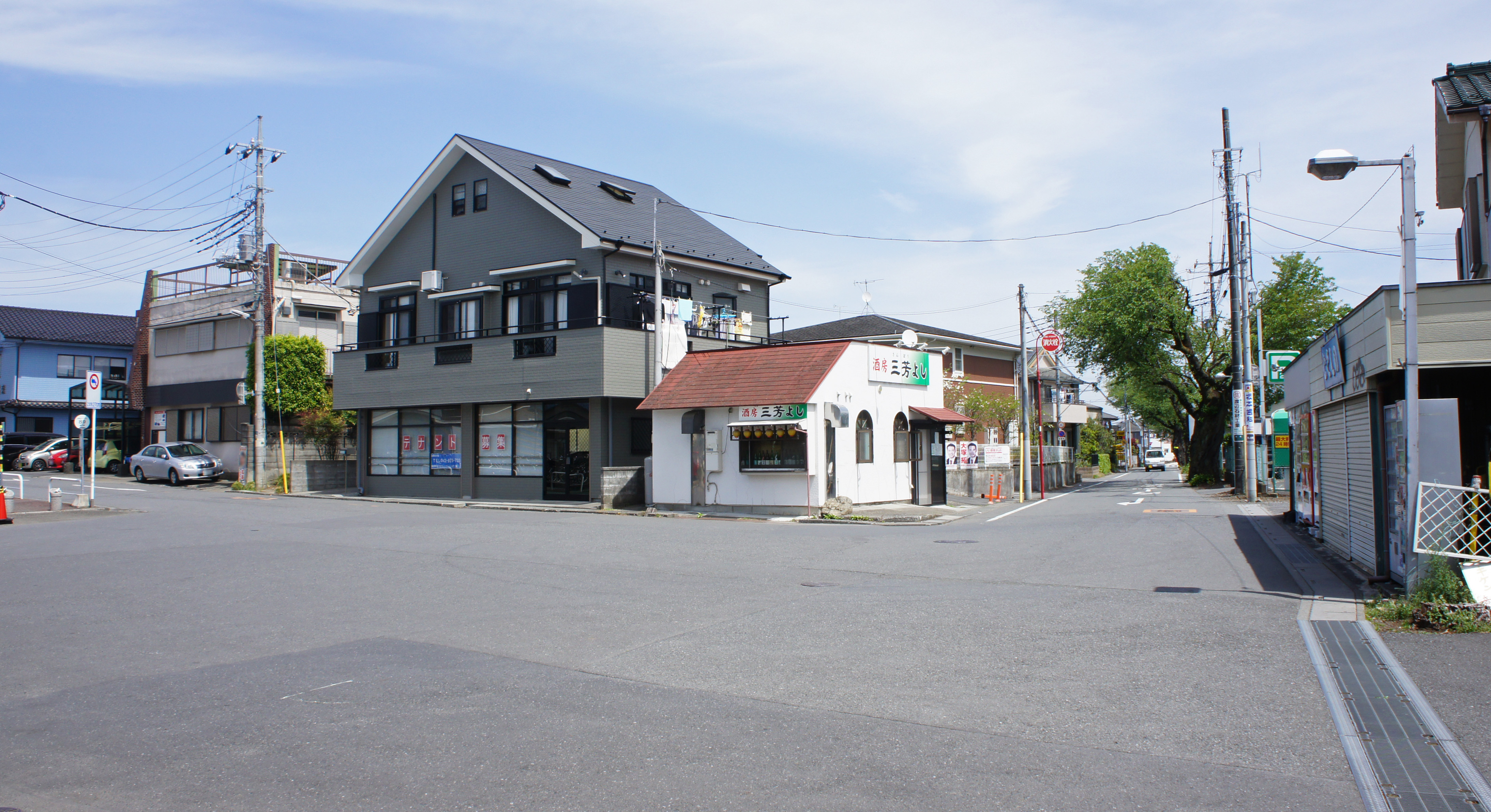
駅前広場

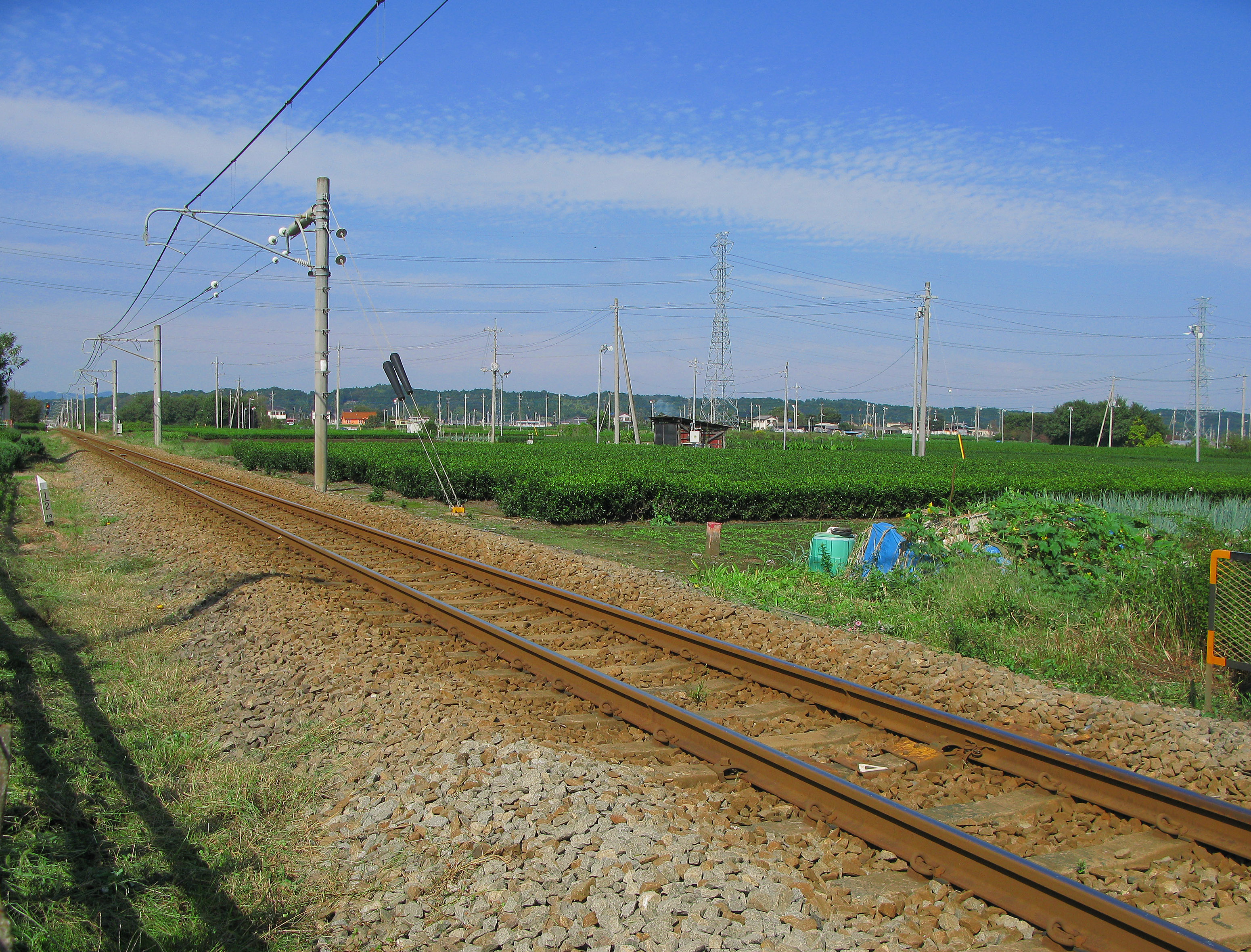
当駅から500 m程南の八高線最高所地点

入間市内唯一のJRの駅である。同市の西部に存在し、駅の周辺は住宅街。日本三大緑茶である狭山茶の最大生産地であり、駅の南側には広大な茶畑が広がる。高麗川方面のホームに渡る橋の上からは、きれいに茶畑が見渡せる。
また、駅周辺には多くの桜の木がある事で知られ、駅前の桜並木は春になると満開の桜がトンネルのように続き、多くの写真家や絵描きが訪れるスポットでもある。
- 入間市役所 金子支所（図書館・公民館を併設）
- 入間市立金子小学校
- 入間市立金子中学校
- 駿河台大学（スクールバスあり）[1]
- 埼玉県茶業研究所
- 桜山展望台
- 狭山ゴルフ・クラブ[7]
- 金子ゴルフセンター
- 入間メモリアルパーク（送迎バスあり）
- ソーシン本社・入間工場（送迎バス）
- マミーマート金子店
- セイムス金子店
- 武蔵野台病院
- 青梅厚生病院
- 青梅今井病院

## バス路線
当駅とその周辺には下記のバス停留所が存在する。
金子駅
- 入市34：入間市駅行
- 入間市内循環バス「てぃーワゴン」金子コース：ヤオコー入間仏子店行 / 原今井行

金子駅入口
駅から約270 m先の東京都道・埼玉県道218号二本木飯能線道路上に発着する。
- 入市34：入間市駅行
- 小手07：小手指駅南口行
- 入間市内循環バス「てぃーワゴン」金子コース：ヤオコー入間仏子店行 / 原今井行

## 隣の駅
東日本旅客鉄道（JR東日本）
■八高線
箱根ケ崎駅 - 金子駅 - 東飯能駅

### 記事本文

##### 広報資料・プレスリリースなど一次資料
1. ↑  “Suicaご利用可能エリアマップ（2001年11月18日当初）” (PDF).   東日本旅客鉄道. 2019年7月27日時点のオリジナルよりアーカイブ。2020年4月29日閲覧。

### 利用状況
1. ↑  埼玉県統計年鑑 - 埼玉県

JR東日本の2000年度以降の乗車人員
1. ↑  各駅の乗車人員（2000年度） - JR東日本
2. ↑  各駅の乗車人員（2001年度） - JR東日本
3. ↑  各駅の乗車人員（2002年度） - JR東日本
4. ↑  各駅の乗車人員（2003年度） - JR東日本
5. ↑  各駅の乗車人員（2004年度） - JR東日本
6. ↑  各駅の乗車人員（2005年度） - JR東日本
7. ↑  各駅の乗車人員（2006年度） - JR東日本
8. ↑  各駅の乗車人員（2007年度） - JR東日本
9. ↑  各駅の乗車人員（2008年度） - JR東日本
10. ↑  各駅の乗車人員（2009年度） - JR東日本
11. ↑  各駅の乗車人員（2010年度） - JR東日本
12. ↑  各駅の乗車人員（2011年度） - JR東日本
13. ↑  各駅の乗車人員（2012年度） - JR東日本
14. ↑  各駅の乗車人員（2013年度） - JR東日本
15. ↑  各駅の乗車人員（2014年度） - JR東日本
16. ↑  各駅の乗車人員（2015年度） - JR東日本
17. ↑  各駅の乗車人員（2016年度） - JR東日本
18. ↑  各駅の乗車人員（2017年度） - JR東日本
19. ↑  各駅の乗車人員（2018年度） - JR東日本
20. ↑  各駅の乗車人員（2019年度） - JR東日本
21. ↑  各駅の乗車人員（2020年度） - JR東日本
22. ↑  各駅の乗車人員（2021年度） - JR東日本
23. ↑  各駅の乗車人員（2022年度） - JR東日本
24. ↑  各駅の乗車人員（2023年度） - JR東日本

埼玉県統計年鑑
1. ↑  埼玉県統計年鑑（平成12年）
2. ↑  埼玉県統計年鑑（平成13年）
3. ↑  埼玉県統計年鑑（平成14年）
4. ↑  埼玉県統計年鑑（平成15年）
5. ↑  埼玉県統計年鑑（平成16年）
6. ↑  埼玉県統計年鑑（平成17年）
7. ↑  埼玉県統計年鑑（平成18年）
8. ↑  埼玉県統計年鑑（平成19年）
9. ↑  埼玉県統計年鑑（平成20年）
10. ↑  埼玉県統計年鑑（平成21年）
11. ↑  埼玉県統計年鑑（平成22年）
12. ↑  埼玉県統計年鑑（平成23年）
13. ↑  埼玉県統計年鑑（平成24年）
14. ↑  埼玉県統計年鑑（平成25年）
15. ↑  埼玉県統計年鑑（平成26年）
16. ↑  埼玉県統計年鑑（平成27年）
17. ↑  埼玉県統計年鑑（平成28年）
18. ↑  埼玉県統計年鑑（平成29年）
19. ↑  埼玉県統計年鑑（平成30年）
20. ↑  埼玉県統計年鑑（令和元年）
21. ↑  埼玉県統計年鑑（令和2年）